# Al-Masrijja
Al-Masrijja (arab. المصرية) – wieś w Syrii, w muhafazie Hims. W 2004 roku liczyła 618 mieszkańców.